# Кох Кер
Кох Кер (кхмер. ប្រាសាទកោះកេរ) — місто та стародавній храмовий комплекс у Камбоджі, розташоване за 90 км на північний схід від Ангкора, в провінції Преахвіхеа, в окрузі Кулен.

## Історія
На початку X століття столицею Кхмерської імперії була Яшодхарапура, збудована царем Ясоварманом I. Після смерті останнього державою правили спочатку Гаршаварман I, а потім Ішанаварман II. Дядько двох останніх Джаяварман IV висунув претензії на престол, а потім залишив столицю й вирішив створити власний центр влади за 70 км на північний схід. 
Обране ним місце отримало назву Чок-Гарджіар («Острів слави»), а велике місто, яке було збудовано впродовж лише двох десятиліть у написах називалось Лінгапура. Суперництво двох центрів влади тривало до 928 року, й після смерті Ішанавармана II Джаяварман IV став одноосібним правителем держави.
Після смерті Джаявармана IV владу успадкував його син Гаршаварман II, правління якого було дуже нетривалим: від 941 чи 942 до 944 року. Гаршаварман II правив з Кох Кера, однак його наступник Раджендраварман II переніс столицю назад до Яшодхарапури.

## Опис
Кох Кер має значну кількість культових споруд. Ядро складається з міста з зовнішньою огорожею зі стороною 1200 м: у внутрішній огорожі розташований храм, який нині має назву Прасат Тхом. Кілька десятків інших храмів розташовані на території 7 км на 5 км. Власне храмовий комплекс дотепер вважається недослідженим. 
Головним елементом храмового комплексу є піраміда храму Прасат Тхом заввишки 32 м та стороною 55 м. Ґаруда, висічена на кам’яному блоці, охороняє верхівку піраміди. Піраміда має сім сходин, цифра сім в буддизмі є священним числом, що означає перехід з часу в небуття. Дерев’яні сходи, якими відвідувачі могли дістатись верхівки піраміди, нині зруйновані. У березні 2014 року було збудовано нові сходи праворуч від головного входу. 
На південь від головного храму розташований барай Рахаль (1188 м на 548 м, нині сухий), що живився водами річки Стинг Сен, яка розділяла храми північної й південної груп.